# Eppsteiner Schloss

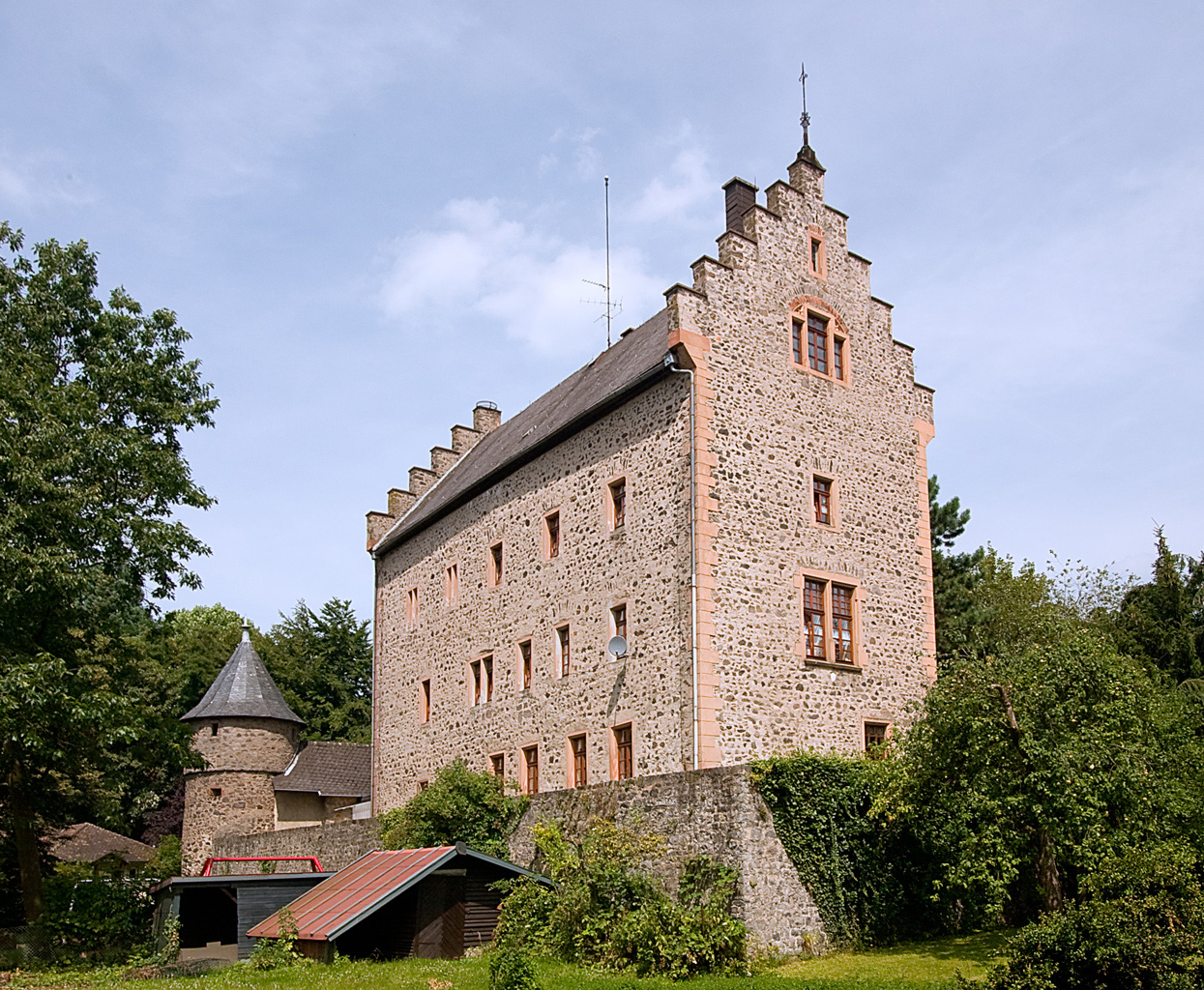
Eppsteiner Schloss

Das Eppsteiner Schloss in Schotten, einer Stadt im Vogelsbergkreis in Hessen, wurde ursprünglich im 14. Jahrhundert errichtet. Die ehemalige Wasserburg an der Schlossgasse 6 ist ein geschütztes Baudenkmal.

## Geschichte
Der ehemalige Amtssitz der Herren von Eppstein wurde als Wasserburg nach 1328 errichtet, die im gleichen Jahr die Hälfte des Ortes Schotten in Besitz nahmen. Der andere Anteil des 1354/56 Stadtrechte erhaltenen Ortes war zuerst bei den Herren von Trimberg und lag ab 1364 bei den Schenken von Schweinsberg.
Die Eppsteiner Hälfte wurde gegen Ende des 14. Jahrhunderts an die Herren von Rodenstein verpfändet. Das Wirken der Rodensteiner, in Konkurrenz zur Stadt geraten und wohl dem Raubrittertum verfallen, führte dazu, dass ab 1382 die Stadt Frankfurt zusammen mit dem Mainzer Erzbischof und dem rheinischen Städtebund einen Kriegszug gegen Schotten unternahm.  Die Stadtbefestigung und beide Schottener Burgen wurden dabei zerstört. Bis 1403 wurde die Eppsteiner Anlage unter den Herren von Rodenstein wieder aufgebaut. Im selben Jahr kam der Landgraf von Hessen-Kassel durch die Übernahme der Baukosten zur Herrschaft über die Burg und der Hälfte der Stadt. Die Burg diente in der Folge administrativen Zwecken und war bis 1968 Amtsgericht.
Mitte des 18. Jahrhunderts wurden die Außenbefestigungen abgerissen. Nach einem Brand im Jahre 1852 erfolgte der Wiederaufbau als Schloss. Teile des Wassergrabens sind noch erhalten.
Das Anwesen befindet sich heute in Privateigentum.

## Beschreibung
Die viereckige Anlage besteht aus einem hohen, dreigeschossigen Baukörper aus Bruchstein mit Eckquaderung. Die Staffelgiebel wurden im 19. Jahrhundert stark erneuert. Als Rest der Außenbefestigung ist ein runder Treppenturm erhalten.